# Anders Thanning
Anders Thanning (født 4. februar 1951 i Greve) er en dansk civilingeniør og tidligere teknisk direktør i Hvidovre Kommune. Thanning har arbejdet som embedsmand i stat, amt og kommuner og arbejder nu i Kuben Management A/S. Derudover har Anders Thanning deltaget i bestyrelsesarbejde og bestridt tillidshverv, bl.a. i Ingeniørforeningen i Danmark, IDA samt i KTC - Kommunalteknisk Chefforening.
Anders Thanning er søn af overlærer Jens Kristian Jensen og viceskoleinspektør Inga Margrethe Jensen, født Thanning.
Han er optaget og biograferet i Kraks Blå Bog fra og med 1995-udgaven.

## Historie
Anders Thanning blev i 1970 student fra Roskilde Katedralskole og blev i 1975 cand.polyt. fra Danmarks Tekniske Universitet. I 1975-1976 var han konsulent hos Vejdirektoratet, derefter amtsvejingeniør ved Roskilde Amtskommune i 1976. I 1984 fik han ansættelse som sektionsingeniør i Vejdirektoratet indtil 1985 hvor Thanning blev stadsingeniør og bygningsinspektør i Ringsted Kommune. Efter fem år her blev han i 1990 planlægningschef i I Borggren A/S. I perioden 1992-1994 var Thanning tilbage i Vejdirektoratet.
I 1994 blev Thanning teknisk direktør i Hvidovre Kommune, hvor han derefter var by- og teknikdirektør 2013-2014. I perioden 2011-14 var samtidig også beredsskabschef samme sted. Derefter blev han i 2014 chefkonsulent i Gate 21. I 2016 blev Thanning udviklingschef i bygherrerådgivningsvirksomheden Kuben Management A/S indtil 2023, hvor han i stedet var konsulent samme sted.

## Privatliv
Anders Thanning har været gift, og har 3 børn.

## Bestyrelsesarbejde
Anders Thanning har deltaget i bestyrelsesarbejde i Ingeniørforeningen i Danmark, IDA, hvor han blandt andet har været medlem af repræsentantskabet, hovedbestyrelsen og forretningsudvalget og medlem af bestyrelsen for Ingeniørforeningens Mødecenter A/S og Ingeniørhuset Holding A/S. Thanning har desuden været medlem af bestyrelsen for Dansk Amtvejingeniørforening, AVF, medlem af bestyrelsen for Dansk Vejtidsskrift ApS (nu Trafik & Veje/Foreningen Trafik & Veje) samt medlem af bestyrelsen for KTC - Kommunalteknisk Chefforening, hvor han også var næstformand i en periode.

## Tillidsposter
Anders Thanning har deltaget i Nordisk Vejteknisk Forbunds (nu Nordisk Vejforum), NVF's udvalgsarbejde og været medlem af Nordisk Vejforums danske styrelse. Han har været medlem af Det Permanente Udvalg vedrørende Frivillige Kontrolordninger under Ingeniørforeningen i Danmark, IDA, medlem af Teknikerkontaktudvalget, TKU under Kommunernes Landsforening (KL) samt medlem af Væksthus for Ledelse under KL, Amtsrådsforeningen i Danmark (nu Danske Regioner) og Kommunale Tjenestemænd og Overenskomstansatte (KTO). Thanning har endvidere været delegeret til møder i The Board of International Federation of Municipal Engineering, IFME samt været medlem af repræsentantskabet for Akademikernes Centralorganisation (AC, nu Akademikerne) og medlem af Vejdirektoratets Vejprisjury. Endelig har Thanning være medlem af Teknisk Komité under Hvidovre Kommunes venskabsbysamarbejde med Sollentuna i Sverige, Tuusula i Finland, Oppegård i Norge samt medlem af embedsmandsudvalgene for Fælleskommunal Levnedsmiddelkontrol i Københavns Amt Vest I/S, I/S Amagerforbrænding (nu I/S Amager Ressourcecenter, ARC), Lynettefællesskabet I/S (nu BIOFOS A/S), og Spildevandscenter Avedøre I/S (nu BIOFOS A/S).